# Riocavado de la Sierra
Riocavado de la Sierra település Spanyolországban, Burgos tartományban. Riocavado de la Sierra Barbadillo del Pez, Jaramillo de la Fuente, San Millán de Lara, Pineda de la Sierra és Barbadillo de Herreros községekkel határos. Lakosainak száma 55 fő (2024).

## Népesség
A település népessége az utóbbi években az alábbiak szerint változott:
| Lakosok száma | 73   | 71   | 66   | 60   | 60   | 57   | 62   | 60   | 57   | 55   |
|               | 2001 | 2004 | 2006 | 2009 | 2011 | 2014 | 2016 | 2019 | 2021 | 2024 |